# Municipio de Hallock (Minnesota)
El municipio de Hallock (en inglés: Hallock Township) es un municipio ubicado en el condado de Kittson en el estado estadounidense de Minnesota. En el año 2010 tenía una población de 104 habitantes y una densidad poblacional de 1,18 personas por km².

## Geografía
El municipio de Hallock se encuentra ubicado en las coordenadas 48°46′5″N 97°0′11″O / 48.76806, -97.00306. Según la Oficina del Censo de los Estados Unidos, el municipio tiene una superficie total de 87.86 km², de la cual 87,74 km² corresponden a tierra firme y (0,14 %) 0,12 km² es agua.

## Demografía
Según el censo de 2010, había 104 personas residiendo en el municipio de Hallock. La densidad de población era de 1,18 hab./km². De los 104 habitantes, el municipio de Hallock estaba compuesto por el 97,12 % blancos, el 0,96 % eran amerindios y el 1,92 % eran de una mezcla de razas. Del total de la población el 2,88 % eran hispanos o latinos de cualquier raza.